# 菲耶塞
菲耶塞（義大利語：Fiesse），是意大利布雷西亚省的一个市镇。总面积16平方公里，人口2169人，人口密度135.6人/平方公里（2009年）。国家统计（ISTAT）代码为017071。